# Jenny Palacios-Stillo
Jenny Victoria Palacios-Stillo (sinh ngày 21 tháng 4 năm 1960) là một vận động viên trượt tuyết băng đồng Honduras. Bà đại diện cho đất nước của mình tại Thế vận hội Mùa đông 1992 tại Albertville, nơi bà thi đấu trong ba sự kiện: 5 km, 15 km và 10 km đuổi bắt tự do. Trong mỗi lần đó, bà là đối thủ cuối cùng hoàn thành phần thi; tuy nhiên, vì thực tế Jenny đã hoàn thành mỗi sự kiện, bà hoàn thành trước những người không hoàn thành phần thi, và do đó tránh được việc là người về chót.
Tính đến năm 2018, Palacios-Stillo là người duy nhất của Honduras thi đấu tại Thế vận hội Mùa đông.